# إدي رويال
إدي رويال (بالإنجليزية: Eddie Royal) هو لاعب كرة قدم أمريكية أمريكي، ولد في 21 مايو 1986 في الإسكندرية في الولايات المتحدة.

## وصلات خارجية
- إدي رويال على موقع مرجع كرة القدم المحترفة.كوم (الإنجليزية)